# Nachbereitung
Nachbereitung ist ein Teilprozess in der Lebensmittelverarbeitung während der Zubereitung von Speisen.
Da Speisen häufig nicht unmittelbar nach der Zubereitung verzehrt werden, können sie durch Verfahren der Nachbereitung beeinflusst werden. Diese dienen der Einschränkung unerwünschter Zustandsänderungen, der ernährungsphysiologischen Aufwertung und einem bedarfsgerechten Anrichten.
Man unterscheidet grundsätzlich zwischen:
- Temperierverfahren: Warmhalten, Erwärmen, Kühlen
- Veredlungsverfahren: Abschmecken, Glasieren, Flambieren, Garnieren
- Anrichteverfahren: Portionieren, Tranchieren